# Magasin d'applications

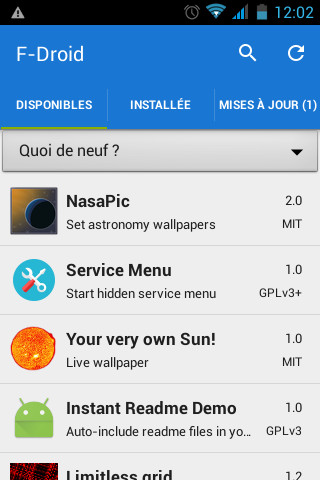
F-Droid

Un magasin d'applications, boutique d'applications, marché d'applications (ou app store ou plus usuellement store) est une plateforme de distribution en ligne d'applications destinées à des appareils de type smartphones, ordinateurs, télévisions... Une telle boutique en ligne est accessible par Internet depuis un système d'exploitation compatible. Le téléchargement d’une application peut être gratuit ou payant, ou même faire partie du processus normal de mise à jour du système d’exploitation.
En 2022, les magasins d'applications proposant le plus d'applications en téléchargement sont Google Play (3,55 million), l'App Store (1,64 million) et l'Amazon Appstore (0,48 million).

## Fonctionnement
Un magasin d’applications propose, classées par thème, des listes de logiciels à télécharger sur l'appareil sur lequel il est exécuté.
La plupart des boutiques d’applications en ligne ne permettent pas d’obtenir l’installateur des applications. Elles prétendent alors vendre des applications alors qu’elles fournissent seulement une licence d’utilisation ; il leur est alors reproché d'utiliser le terme « acheter » à ce qui s’apparente souvent plus à de la location à long terme. En effet, si ces boutiques disparaissent, il n'est alors plus possible de réinstaller les applications achetées.
Certaines boutiques d’applications sont les seuls moyens d’installer des applications légalement sur des systèmes (notamment pour iOS et Windows Phone). Cette pratique, qui crée une situation de monopole, est justifiée par les fabricants par l'existence de problèmes potentiels de sécurité ou d’atteintes aux bonnes mœurs (consommation d'alcool, sexualité), qui sont ainsi contenus voire éliminés, et pour assurer un certain niveau de qualité des applications offertes.
La plupart des magasins d'applications prennent une commission, comme le App Store qui peut prendre jusqu'à 30 % de ce que gagne les applications.

## Liste des principaux marchés d’applications
- Amazon
  - Amazon Appstore
- Apple
  - App Store (iOS)
  - Mac App Store (MacOS)
- BlackBerry World
- Android
  - Google Play
  - F-Droid, Fossdroid[7],[8], APKPure, Aptoide
  - Huawei AppGallery
- Logithèque Ubuntu
- Microsoft
  - Windows Phone Store (fermé et fusionné avec le suivant le 17 mars 2016)
  - Windows Store
- Samsung
  - Galaxy Store (anciennement Samsung Apps)[9]
- Huawei
  - Huawei AppGallery

## Plateformes de distribution de logiciels de bureau
- AppStream
- Chrome Web Store
- GNOME Software
- Mac App Store, Apple TV App Store
- Microsoft Store
- Setapp
- Steam
- Synaptic